# Тутілла (Орегон)
Тутілла (англ. Tutuilla) — переписна місцевість (CDP) в США, в окрузі Уматілла штату Орегон. Населення — 448 осіб (2020).

## Географія
Тутілла розташована за координатами 45°36′51″ пн. ш. 118°42′23″ зх. д. / 45.61417° пн. ш. 118.70639° зх. д. (45.614223, -118.706394).  За даними Бюро перепису населення США в 2010 році переписна місцевість мала площу 51,93 км², уся площа — суходіл.

## Демографія
Згідно з переписом 2010 року, у переписній місцевості мешкало 487 осіб у 171 домогосподарстві у складі 141 родини. Густота населення становила 9 осіб/км².  Було 179 помешкань (3/км²).
Расовий склад населення:
| - 63,0 % — білих - 30,8 % — корінних американців - 0,2 % — чорних або афроамериканців - 1,4 % — осіб інших рас |

До двох чи більше рас належало 4,5 %. Частка іспаномовних становила 6,2 % від усіх жителів.
За віковим діапазоном населення розподілялося таким чином: 22,0 % — особи молодші 18 років, 61,8 % — особи у віці 18—64 років, 16,2 % — особи у віці 65 років та старші. Медіана віку мешканця становила 42,8 року. На 100 осіб жіночої статі у переписній місцевості припадало 99,6 осіб;  на 100 жінок у віці від 18 років та старших — 100,0 чоловіків також старших 18 років.
Середній дохід на одне домашнє господарство  становив 65 376 доларів США (медіана — 58 750), а середній дохід на одну сім'ю — 70 172 долари (медіана — 66 250). Медіана доходів становила 48 750 доларів для чоловіків та 38 125 доларів для жінок. За межею бідності перебувало 14,3 % осіб, у тому числі 15,5 % дітей у віці до 18 років та 16,2 % осіб у віці 65 років та старших.
Цивільне працевлаштоване населення становило 220 осіб. Основні галузі зайнятості: освіта, охорона здоров'я та соціальна допомога — 27,3 %, мистецтво, розваги та відпочинок — 13,6 %, будівництво — 10,5 %, публічна адміністрація — 9,1 %.